# Monte
Monte — українська кіберспортивна організація, яка спочатку була створена як безорганізаційна команда гравцем Володимиром «Woro2K» Велетнюком. Назва команди походить від міста в Черкаській області під назвою Монастирище.
Має команди з Counter-Strike 2, також мали склад з Dota 2.

## Склади команд

### Склад по CS 2
| Основний склад  | Основний склад | Основний склад       | Основний склад     |
| Країна          | Нік            | Повне ім'я           | Роль               |
| --------------- | -------------- | -------------------- | ------------------ |
| Велика Британія | Gizmy          | Джек фон Шпрекельсен | Капітан            |
| Франція         | afro           | Орельєн Драп'є       | Снайпер            |
| Литва           | bymas          | Аурімас Піпірас      | Ріфлер             |
| Литва           | ryu            | Гітіс Глушаускас     | Ріфлер             |
| Велика Британія | AZUWU          | Оскар Белл           | Ріфлер             |
| Головний тренер |                |                      |                    |
| Австрія         | kakafu         | Олександр Шиманчик   | Олександр Шиманчик |
| Менеджер        |                |                      |                    |
| Україна         | dance          | Денис Яшнєв          | Денис Яшнєв        |

| Країна     | Нік     | Повне ім'я         |
| ---------- | ------- | ------------------ |
| Польща     | rallen  | Кароль Родович     |
| Швеція     | joel    | Джоель Холмлунд    |
| Болгарія   | REDSTAR | Християн Піронков  |
| Данія      | Fessor  | Фредерік Соренсен  |
| Йорданія   | BOROS   | Мохаммад Малхас    |
| Україна    | sdy     | Віктор Оруджев     |
| Данія      | br0     | Олександр Бро      |
| Україна    | Woro2k  | Володимир Велетнюк |
| Словаччина | STYKO   | Мартін Стик        |
| Франція    | hAdji   | Алі Хайнусс        |
| Польща     | KEi     | Каміль Пієткун     |
| Польща     | kRaSnaL | Шимон Мрожек       |
| Україна    | DemQQ   | Сергій Демченко    |
| Польща     | dycha   | Павел Диха         |
| Польща     | hades   | Олександр Міскєвіч |
| Україна    | leen    | Владислав Степанов |

| Країна  | Нік    | Повне ім'я       |
| ------- | ------ | ---------------- |
| Україна | lmbt   | Сергій Бежанов   |
| Польща  | nawrot | Пьотр Навроцький |
| Україна | AiyvaN | Іван Семенець    |

Monte GEN — Молодіжний склад (розпущено)
| Основний склад  | Основний склад | Основний склад       | Основний склад        |
| Країна          | Нік            | Повне ім'я           | Роль                  |
| --------------- | -------------- | -------------------- | --------------------- |
| Латвія          | shield         | Робертс Типсис       | Снайпер/Капітан (IGL) |
| Україна         | leen           | Владислав Степанов   | Ріфлер                |
| Румунія         | fnl            | Давид Мушроіу        | Ріфлер                |
| Литва           | ryu            | Гітіс Глушаускас     | Ріфлер                |
| Велика Британія | Gizmy          | Джек фон Шпрекельсен | Ріфлер                |
| Головний тренер |                |                      |                       |
| Україна         | Aiyvan         | Іван Семенець        | Іван Семенець         |

### Склад по Dota 2 (розпущено)
| Основний склад | Основний склад | Основний склад      | Основний склад    |
| Країна         | Нік            | Повне ім'я          | Роль              |
| -------------- | -------------- | ------------------- | ----------------- |
| Україна        | Crystallize    | Владислав Кристанек | Carry             |
| Україна        | geO`           | Ясінський Ілля      | Support           |
| Україна        | EcNart         | Сергій Слободянюк   | Support           |
| Україна        | Moonlight      | Білоус Володимир    | Midlane           |
| Україна        | INFERNAL       | Родіон Кулаков      | Offlane           |
| Менеджер       |                |                     |                   |
| Україна        | AnahRoniX      | Сергій Биковський   | Сергій Биковський |

## Початок в CS:GO
Перший для них турнір стає доволі вдалим, вони займають друге місце в 1xBet FRAG Season 9, програвши в фіналі Spirit Academy.
Трохи згодом кваліфікуються на CCT Central Europe Series 1, але змогли дійти тільки 6-го місця. Пізніше спробують кваліфікуватися на ESL Challenger Rotterdam 2022 Europe Open Qualifier 2, який для них закінчився поразкою від данської команди Tricked, а також 3-тім місцем.
Кваліфікувались на RMR до IEM Rio Major 2022, але вони не змогли пройти на основний турнір, та вилетіли з рахунком 1-3. Перемогли на 1xBet FRAG Season 10, Woro2K став MVP цього турніру. CCT South Europe Series 1 програли в фіналі Copenhagen Flames, але наступний 1xBet FRAG Season 10 виграли, перегравши російську команду 9 Pandas. ESEA Advanced Season 43 EU, що гарантувало їм місце в ESL Challenger League S44, який пізніше виграли. Пройшли на закриту кваліфікацію IEM Rio 2023, але програли, тому не попали на турнір. 18 січня 2023 року, в команду прийшло два українці, Віктор «sdy» Оруджев — гравець та Сергій «lmbt» Бежанов — тренер. Отримали запрошення в закриті кваліфікації до RMR на BLAST.tv Paris Major 2023, завдяки рейтингу Valve. Команда зайняла перше місце на CCT West Europe Series 3 та отримала $22 000 призових. Перемогли на European Pro League Season 6, але потім програли на Elisa Invitational Winter 2023. Турніри від CCT закінчилися для них так:
- CCT North Europe Series 4 — 5-8 місце
- CCT West Europe Series 2 — 1 місце
- CCT Central Europe Series 5 — 1 місце
- CCT Central Europe Series 6 — 2 місце
- CCT West Europe Series 3 — 1 місце.

Команда змогла пройти на RMR, та з рахунком 3-1 пройшли на основний турнір. Monte пройшли в плей-офф BLAST.tv Paris Major 2023, обігравши українську команду Natus Vincere. Онлайн-трансляцію матчу переглядало близько 59 тисяч глядачів, встановивши рекорд в україномовному сегменті кіберспорту. Monte перемогли Natus Vincere з рахунком 2-0. В чвертьфіналі Monte поступилися GamerLegion з рахунком 0-2, закінчивши турнір на 5-8 місці і заробивши $45,000.
20 червня 2023 року, команду покидає Мохаммад «BOROS» Малхас і переходить в нову команду Falcons. Організація тепло попрощалася з головною зіркою команди та побажала 19-річному гравцю успіхів.
12 липня в команду приходить новий данський гравець, Олександр «br0» Бро.
26 листопада 2023 року, Monte перемагають на ESL Challenger Jönköping 2023 та отримують $50 000 призових. Це перший LAN-турнір на якому вони здобули перемогу. Нагороду MVP отримав Віктор «Somedieyoung» Оруджев.

## Початок в Dota 2
30 листопада 2023 року, організація оголосила про анонсування першого складу в Dota 2. 
«Банда, ми раді анонсувати вам наш перший склад по Dota 2. Ми обрали непростий шлях, відійшовши від классичних схем побудови коллективу, і рухаємося у напрямку розвитку нових гравців. Ми добре знаємо, що досягнути хороших результатів можна лише шляхом щоденної кропіткої праці. Приймаємо цей виклик і крок за кроком будемо рухатись до своєї мети. Сподіваємося на вашу підтримку! Готуйте щити!», — йдеться у повідомлені в телеграм-каналі Monte.
В перший склад Monte по Dota 2 увійшли:
- Владислав Crystallize Кристанек (Carry),
- Ілля geO` Ясінський (Support),
- Сергій EcNart Слободянюк (Support),
- Володимир Moonlight Білоус (Midlane),
- Родіон INFERNAL Кулаков (Offlane),
- Сергій AnahRoniX Биковський (Manager).

30 серпня 2024 року, організація оголосила про призупинення діяльності в Dota 2.
««На жаль, наша перша спроба у створенні складу Dota 2 не була достатньо успішною для продовження підтримки напрямку на початку нового сезону. Ми зробимо роботу над помилками і повернемося у цю дисципліну трошки пізніше. Дякуємо фанатам за підтримку!» – заява Сергія «AnahRoniX» Биковського.